# Pietro Ronzoni
Pietro Ronzoni (Sedrina, 1781 - Bergame, 1862) est un peintre italien qui a été actif au XIXe siècle.

## Biographie
Pietro Ronzoni étudie d'abord la peinture à l'Académie Carrara de Bergame, puis se forme à Rome, sous la houlette du peintre de vedute mantouan Luigi Campovecchio. 
Il côtoie Angelica Kauffmann, Antonio Canova ainsi que de nombreux artistes comme Pelagio Palagi, Martin Verstappen, Hendrik Voogd. 
Après la mort de son maître, il se rapproche et devient ami de François Marius Granet.
En 1809 il retourne à Bergame où il travaille comme scénographe, réalise diverses vedute tirées du vrai mais encore inspirées par le classicisme. Il est nommé professeur à l'Académie Carrara, alors dirigée par Giuseppe Diotti auquel il était lié par une profonde amitié et par une collaboration professionnelle.
En 1815 il déménage à Vérone en s'affirmant dans l'art comme un peintre de vedute à succès sollicité par des commanditaires internationaux. 
À partir de 1840, sa peinture, qui était influencée depuis le début par les artistes français, se renouvelle et tend vers un meilleur rendu atmosphérique en adoptant un coup de pinceau indiscipliné et souple. Sa production mature témoigne d'une part de l'influence des modèles de Giuseppe Canella ey d'autre part de la peinture innovatrice de Giovanni Carnovali. 
Pendant sa carrière, il a participé à une seule exposition, La Prima Esposizione Italiana qui s'est tenue en 1861 à Florence.

## Œuvres

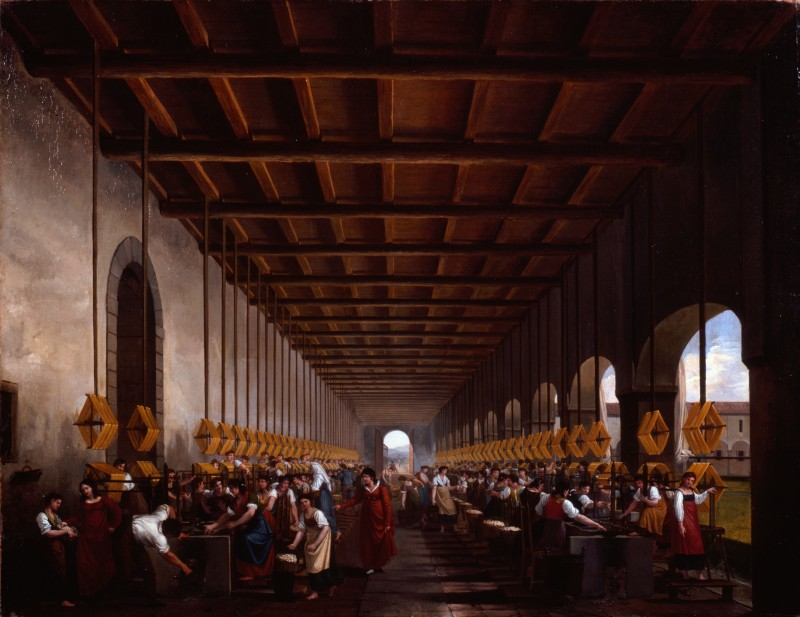
Filanda nel bergamasco, 1825 env. (Fondation Cariplo).

- Libro dei disegni tratti dal vero in Roma e dintorni (1806), Académie Carrara, Bergame,
- Paesaggio con ponte (1814)
- Casa Canonici (1817)
- Paesaggio con viandanti in preghiera
- Interno di chiesa
- Veduta di Como per la strada di San Donato,
- Roma: San Pietro visto da Villa Doria Pamphili, chine sur papier, 19 × 28,5 cm.
- Chiostro delle Capucine di Rosate in Bergamo (1824), huile sur toile, 38 × 47,5 cm
- Vedute di paese nelle valli bergamasche (20 tableaux) (1840 - 1841), 19 × 28,5 cm,